# Polyptychoides insulanus
Polyptychoides insulanus là một loài bướm đêm thuộc họ Sphingidae. Nó được tìm thấy ở miền đông Châu Phi.